# Knihovna knihovnické literatury
Knihovna knihovnické literatury (KKL) je informační, dokumentační a referenčním centrum knihovnictví a informační vědy v České republice. Specializuje se především na služby poskytované knihovníkům a informačním pracovníkům, oborovým pedagogům, studentům a dalším zájemcům o obor. Knihovnu spravuje Studijní a informační oddělení, které je součástí Knihovnického institutu Národní knihovny ČR. Knihovna poskytuje bibliograficko-informační služby, rešeršní a výpůjční služby.

## Knihovní fond
Fond knihovny je zpřístupňován prezenčně i absenčně. K prezenčnímu studiu slouží studovna. Mimopražští zájemci si z fondu mohou knihy vypůjčit prostřednictvím meziknihovní výpůjční služby a služby dodávání dokumentů v rámci celé Národní knihovny. Akvizice domácí i zahraniční literatury probíhá nákupem, dary i formou výměny publikací. Doplňuje se základní oborová literatura, trendové studie i encyklopedie a terminologické příručky; česká literatura v relativní úplnosti, ze zahraniční literatury především díla encyklopedického charakteru a základní příručková díla. Kromě knih má knihovna bohatý fond českých a zahraničních oborových periodik.

## Databáze
Rovněž zpřístupňuje databáze, které vytváří pracovníci Studijního a informačního oddělení. Databáze knihovnické literatury obsahuje v úplnosti českou i zahraniční knihovnickou literaturu ve fondu knihovny od roku 1990. Záznamy staršího fondu jsou průběžně doplňovány a jsou vyhledatelné mj. v naskenovaných katalozích a kartotékách KATIF. V databázi lze vyhledávat také prostřednictvím oborové brány Knihovnictví a informační věda (KIV). Ta umožňuje prohledávat jednu nebo více databází současně v jednom uživatelském rozhraní. Brána KIV nabízí přidané služby SFX k vyhledaným záznamům. Např. k článku nalezenému v zahraniční databázi se dá snadno a rychle zjistit, zda si zdrojový časopis lze půjčit v některé z českých knihoven, případně získat plný text, pokud je dostupný.
Dále jsou dostupné portály Informace pro knihovny (IPK), Databáze knihovnických zkratek (KZK) a Česká terminologická databáze knihovnictví a informační vědy (TDKIV), kde lze najít výklad významů oborových hesel a termínů včetně anglických ekvivalentů. Knihovna knihovnické literatury zpřístupňuje i ostatní obecné databáze a elektronické zdroje vytvářené v Národní knihovně (např. Adresář knihoven a informačních institucí v ČR). Uživatelé Národní knihovny mohou rovněž využít zahraniční databáze oboru knihovnictví a informační věda LISA (producentem je ProQuest) a LISS (tento zdroj v sobě obsahuje zdroje LISTA a LLIS, produkuje jej EbscoHOST ve spolupráci s H.W. Wilson). Licencované elektronické zdroje mohou registrovaní uživatelé Národní knihovny využívat také prostřednictvím vzdáleného přístupu.